# 贝布尔河畔栋皮埃尔
貝布爾河畔栋皮埃尔（法語：Dompierre-sur-Besbre，法語發音：[dɔ̃pjɛʁ syʁ bɛbʁ]）是法国阿列省的一个市镇，位于该省东部，属于穆兰区。

## 地理
贝布尔河畔栋皮埃尔（46°31'20"N, 3°40'52"E）面积45.63 平方千米，位于法国奥弗涅-罗讷-阿尔卑斯大区阿列省，该省份为法国中部省份，北起涅夫勒省、西北接谢尔省，西南至克勒兹省，南至多姆山省，东南临卢瓦尔省，东临索恩-卢瓦尔省。
与贝布尔河畔栋皮埃尔接壤的市镇（或旧市镇、城区）包括：博隆、迪乌、贝布尔河畔圣普尔桑、阿科兰河畔蒂耶勒、卢瓦尔河畔圣欧班。

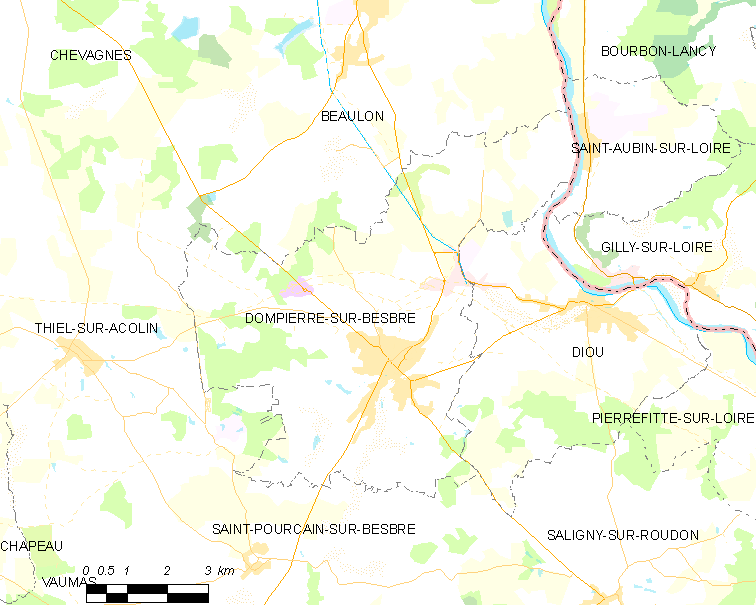
贝布尔河畔栋皮埃尔的OSM定位图

贝布尔河畔栋皮埃尔的时区为UTC+01:00、UTC+02:00（夏令时）。

## 行政
贝布尔河畔栋皮埃尔的邮政编码为03290，INSEE市镇编码为03102。

## 政治
贝布尔河畔栋皮埃尔所属的省级选区为贝布尔河畔栋皮埃尔县。

## 人口

1962-2008年间贝布尔河畔栋皮埃尔人口变化图示

贝布尔河畔栋皮埃尔于2022年1月1日时的人口数量为2970人。